# Zwätzen

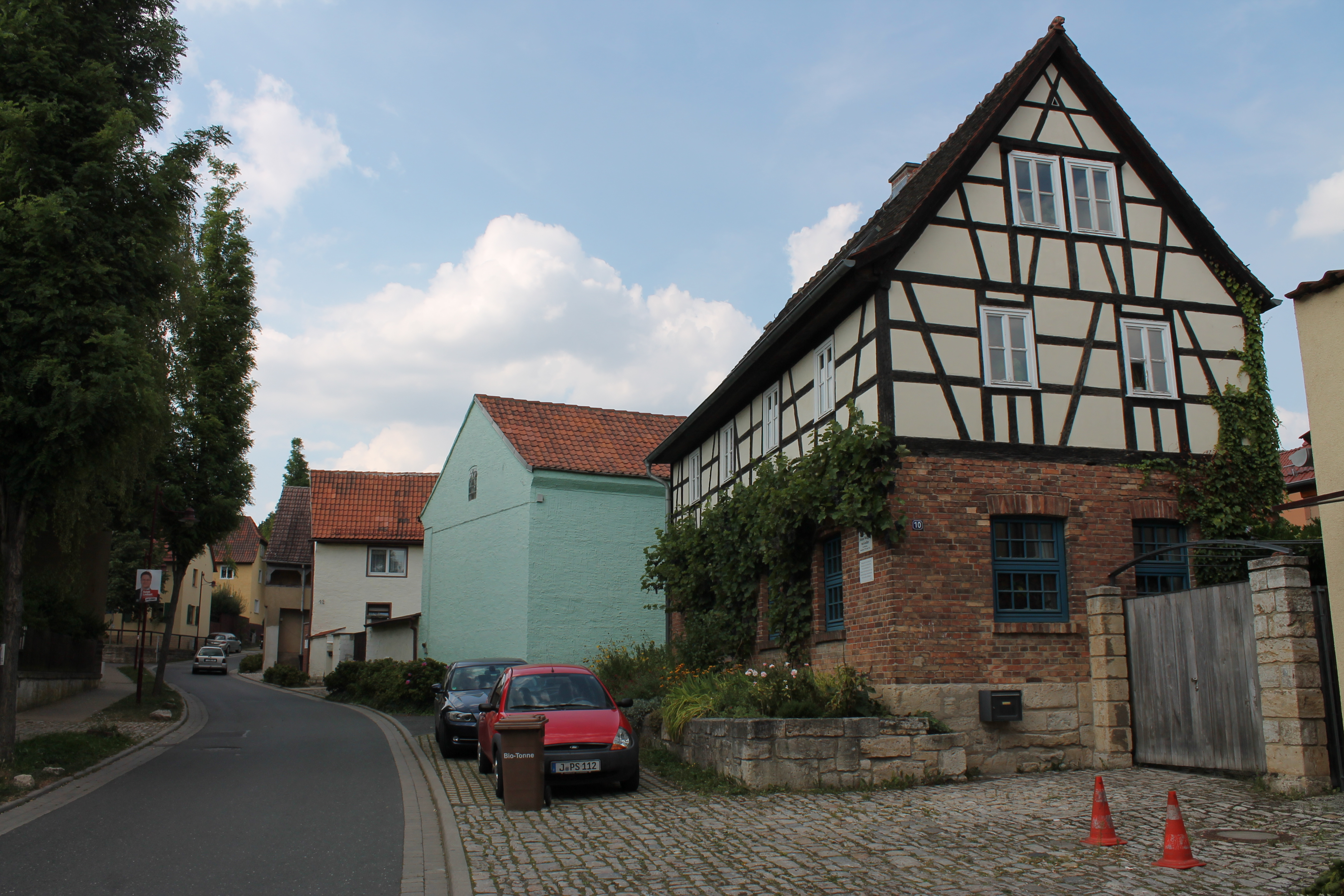
Altes Dorf

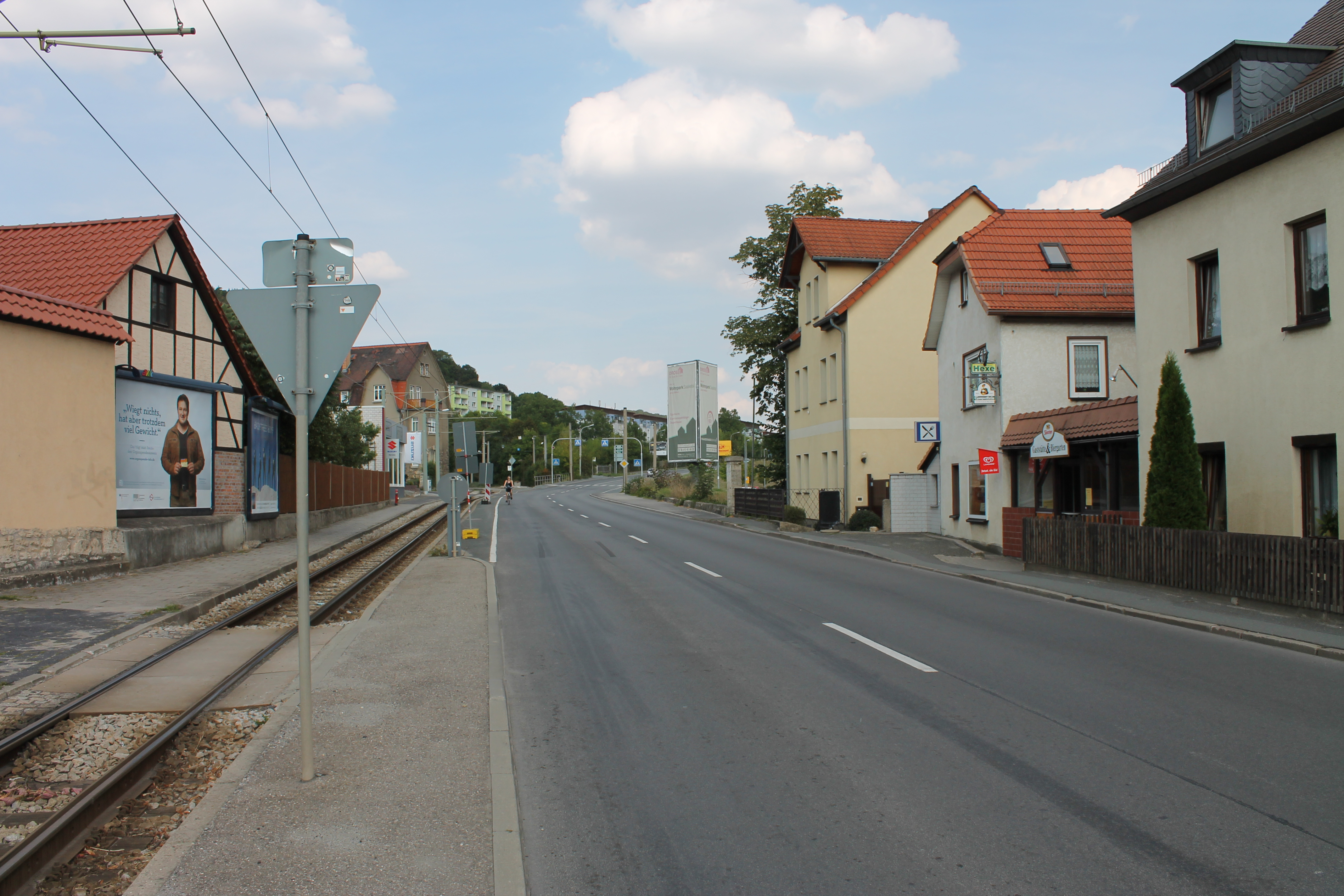
Bundesstraße 88 bei Zwätzen

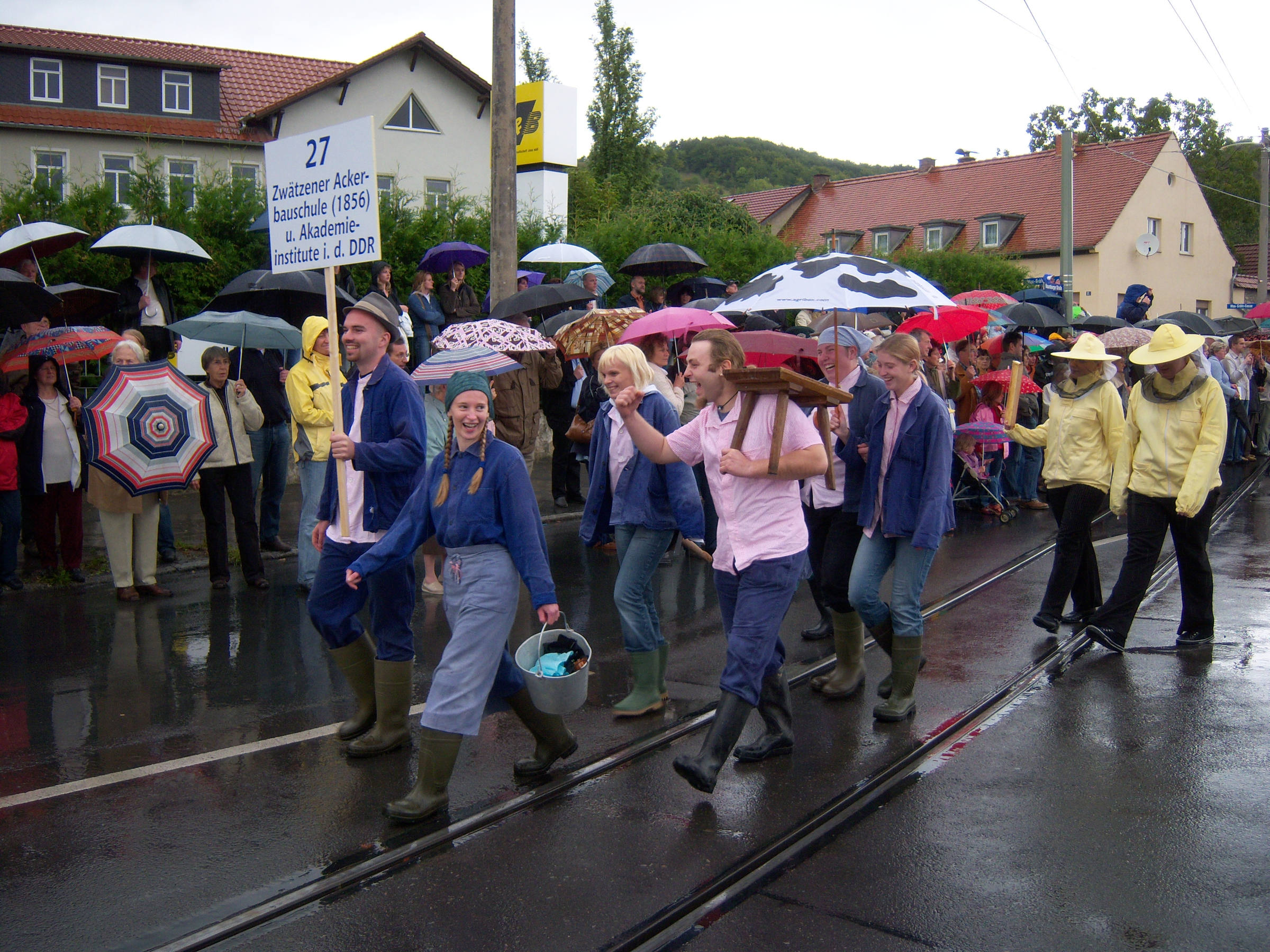
Festumzug zur 825-Jahr-Feier 2007

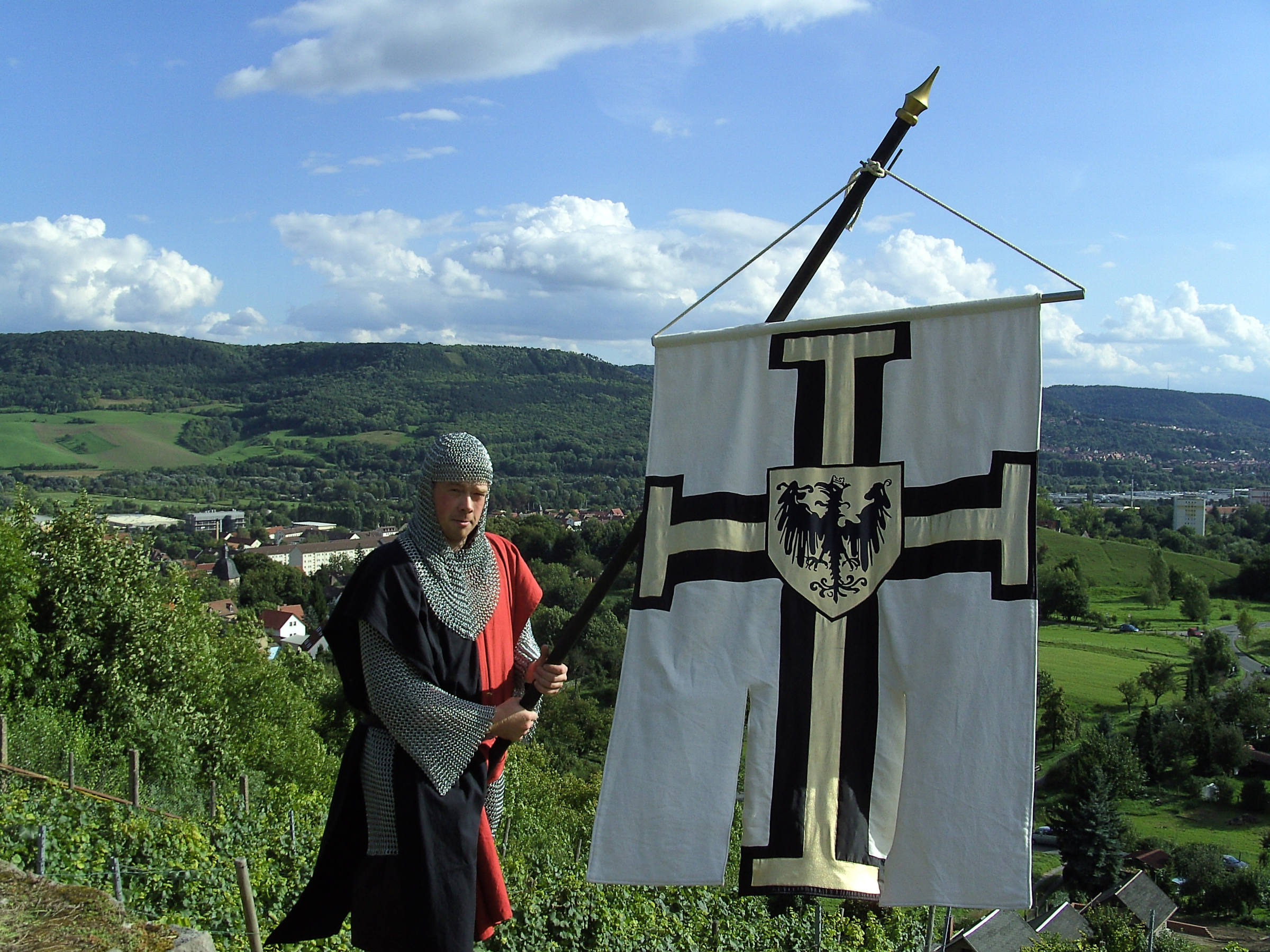
Kreuzritter auf dem Weinberg

Zwätzen ist ein Stadtteil der kreisfreien Stadt Jena in Thüringen.

## Geografie
Zwätzen liegt am nördlichen Ende von Jena, westlich der Saale. Oberhalb Zwätzens liegt der Heiligenberg und der Jägerberg. Auf dem  Jägerberg befinden sich eine Schäferei (ehemals Ausflugsgaststätte) und ein ehemaliges Militärgelände (ehemals Sowjetarmee, Grenztruppen der DDR sowie Nationale Volksarmee), welches rekultiviert werden soll.

## Geschichte
Zwätzen wurde in einer Urkunde vom 16. September 1182 erstmals urkundlich erwähnt und befand sich zu diesem Zeitpunkt unter der Herrschaft Ludwigs des Frommen. Ein Mitglied des Deutschen Ordens, „Hugo, Priester in Zwätzen“, wird in einer Urkunde 1221 genannt. Die Besitzungen des Deutschen Ordens in Thüringen und im Vogtland wurden etwa von 1221 bis 1809 von Zwätzen aus verwaltet (Deutschordensballei Thüringen). Der letzte Komtur, Heinrich Moritz von Berlepsch, stiftete den Gedenkstein für 46 in der Schlacht bei Jena und Auerstedt gefallene Sachsen auf dem Gutsgelände Richtung Heiligenberg. Berlepsch starb im Jahre 1809 in Lehesten und wurde in der St.-Marien-Kirche von Zwätzen bestattet. An dieser Kirche ist die aus dem 13. Jahrhundert stammende hölzerne Tür hervorzuheben, die vermutlich älteste Kirchenholztür Mitteldeutschlands.
Zwätzen war 1600 von Hexenverfolgung betroffen. Ein Bauer geriet in einen Hexenprozess und wurde mit Landesverweis bestraft.
Die Grundlagen zur Entwicklung der landwirtschaftlichen Einrichtungen in Zwätzen wurden maßgeblich von dem Deutschritterorden geschaffen. Nach der Auflösung der Landkomturei wurde das landwirtschaftliche Anwesen Kammergut des Großherzogtums Sachsen-Weimar und ab 1930 Lehr- und Versuchsgut der Friedrich-Schiller-Universität Jena. Bereits 1826 gründete Friedrich Gottlob Schulze die Landwirtschaftliche Lehranstalt in Jena, die eng mit der Universität und mit dem Gut in Zwätzen verbunden war. Letzteres war in der DDR als VEG(Z) Tierzucht erfolgreich eingeordnet. Auf dem Gelände der 1856 wiederum durch Schulze in Zwätzen gegründeten Ackerbauschule befanden sich Ende 1987 das Institut für Pflanzenernährung und Ökotoxologie mit dem Bereich Agrochemische Beratung und Untersuchung und die Zweigstelle vom Zentrum für Bodenfruchtbarkeit Müncheberg. Beide Einrichtungen wurden nach der Wiedervereinigung Deutschlands über die LUFA-Thüringen zur Thüringer Landesanstalt für Landwirtschaft Jena aufgebaut. In unmittelbarer Nachbarschaft der genannten Forschungseinrichtungen siedelte sich 1961 das Institut für bakterielle Tierseuchenforschung und das 1964 gegründete Bezirksinstitut für Veterinärwesen an. Jetzt ist das erstgenannte Institut Bundesinstitut für Verbraucherschutz und Veterinärmedizin. Das Bezirksinstitut wurde in Bad-Langensalza neu eingeordnet.
Die Thüringer Landesanstalt für Landwirtschaft verwaltet seit 1991 die Agrarwissenschaftliche Bibliothek Jena in Zwätzen. Die Bibliothek entstand aus der Zusammenlegung der in Zwätzen bis 1990 ansässigen Bibliotheken der Akademie der Landwirtschaftswissenschaften der DDR und der Zweigstelle Landwirtschaft der ThULB. Teil der öffentlich zugänglichen Bibliothek ist die Professorenbibliothek von Friedrich Gottlob Schulze.
Die Einwohner Zwätzens lebten jahrhundertelang von Weinbau, Ackerbau und Handwerk, später auch von der Arbeit in Jena und an Jenas Universität. 1956 wurde das Lehr- und Versuchsgut Jena-Zwätzen zur ersten Haflinger-Zuchtstätte in der DDR. Seit 1980 wird in Zwätzen wieder Wein angebaut, der im Anbaugebiet gekeltert wird und als „Jenaer Käuzchenberg“ ein Qualitätswein ist.  Dieser Berg ist einer der letzten im Ertrag befindlichen Weinberge in der Stadt Jena, die auf eine lange Tradition als Weinanbaugebiet zurückblicken kann und in deren Wappen die Weintraube zu finden ist. Weitere Weinberge Jenas gibt es am Jenzig, in Wöllnitz und in Kunitz.
Neuere Teile Zwätzens sind die „Siedlung am Heiligenberg“ (1934/35) sowie das in den letzten Jahren entstandene Wohngebiete „Himmelreich“ und das Gewerbegebiet „Saalepark“.
1982 beging Zwätzen die 800-Jahr-Feier, im Jahr 2007 wurde das 825-jährige Bestehen mit einem Festumzug gefeiert.

## Verkehr

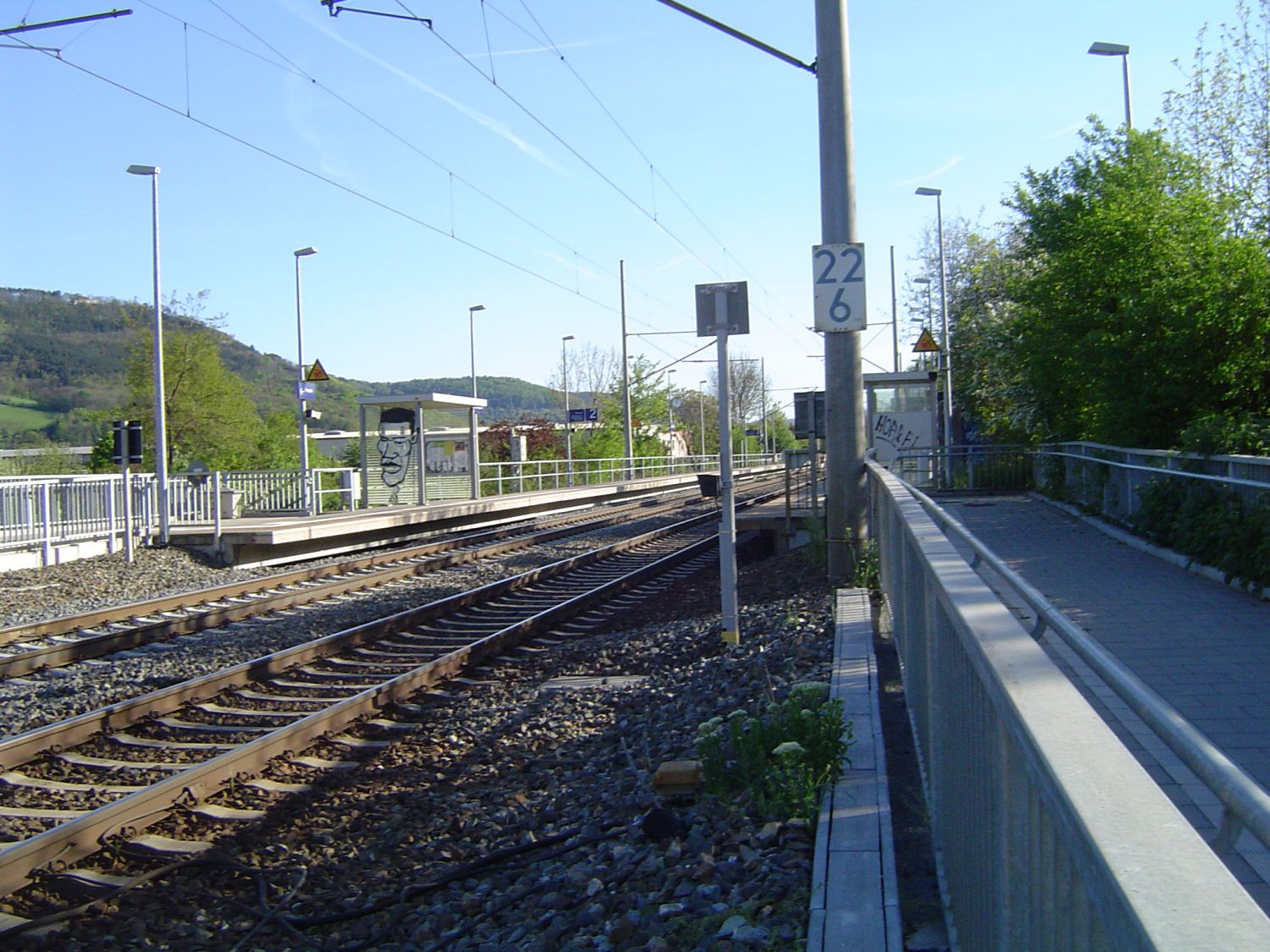
Bahnhof Zwätzen

Durch Zwätzen führt die Bundesstraße 88 in Nord-Süd-Richtung. An den SPNV ist Zwätzen durch den Haltepunkt Jena-Zwätzen an der Bahnstrecke Großheringen–Saalfeld angeschlossen (RB 25 Abellio Rail Mitteldeutschland). Des Weiteren befinden sich in Zwätzen die Straßenbahnhaltestellen Zwätzen und Zwätzen, Schleife der Linien 1 und 4 (Stadtwerke Jena).

## Persönlichkeiten
- Heinrich Moritz von Berlepsch (1736–1809), der letzte Komtur des Deutschritterordens 1795 bis 1809 in Zwätzen
- Friedrich Gottlob Schulze (1795–1860), Nationalökonom und Landwirt
- Carl Lange (1804–1874), Maler und Lithograph
- Richard Wagner (1847–1932), Oberlehrer an der Ackerbauschule, Geologe und Paläontologe